# David Méresse
Pour les articles homonymes, voir Méresse.
David Méresse, né le 16 février 1931 à Cambrai (Nord) et mort le 8 avril 2020 à Neuville-Saint-Rémy (Nord), est un joueur, entraîneur et dirigeant de football français.

## Biographie
David Méresse signe sa première licence de football en 1945 à l'AC Cambrai. Il rejoint ensuite le CO Roubaix-Tourcoing avec lequel il joue 24 matchs de première division et 48 matchs de deuxième division entre 1950 et 1957. Il est sélectionné en équipe de France militaire en 1951 au bataillon de Joinville. Après une saison au FC Sète, il retourne à l'AC Cambrai où il devient entraîneur puis président de 1982 à 1991.
Il est secrétaire général puis vice-président du District Escaut, membre du Conseil de la Ligue du Nord-Pas-de-Calais et membre de la Commission centrale du championnat National de la Fédération française de football (FFF) de 1993 à 2001.
En parallèle de ses activités sportives, il tient un café au centre-ville de Cambrai et est professeur de sports jusqu'à sa retraite en 1993.
Il a également été correspondant pour L'Équipe, France Football, Nord Matin et La Voix des Sports.
Il reçoit la médaille d'or de la FFF en 2008.
Il meurt de la maladie à coronavirus 2019 le 8 avril 2020 à l'âge de 89 ans.

## Statistiques
| Saison                | Club                  | Championnat           | Championnat | Championnat | Coupe(s) nationale(s) | Coupe(s) nationale(s) | Total | Total |
| Saison                | Club                  | Division              | M.          | B.          | M.                    | B.                    | M.    | B.    |
| 1950-1951             | CO Roubaix-Tourcoing  | D1                    | 4           | 0           | 0                     | 0                     | 4     | 0     |
| 1951-1952             | CO Roubaix-Tourcoing  | D1                    | 0           | 0           | 0                     | 0                     | 0     | 0     |
| 1952-1953             | CO Roubaix-Tourcoing  | D1                    | 3           | 0           | 0                     | 0                     | 3     | 0     |
| 1953-1954             | CO Roubaix-Tourcoing  | D1                    | 9           | 0           | 0                     | 0                     | 9     | 0     |
| 1954-1955             | CO Roubaix-Tourcoing  | D1                    | 8           | 0           | 0                     | 0                     | 8     | 0     |
| 1955-1956             | CO Roubaix-Tourcoing  | D2                    | 29          | 4           | 2                     | 0                     | 31    | 4     |
| 1956-1957             | CO Roubaix-Tourcoing  | D2                    | 19          | 1           | 3                     | 0                     | 22    | 1     |
| 1957-1958             | FC Sète               | D2                    | 1           | 0           | 0                     | 0                     | 1     | 0     |
| Total sur la carrière | Total sur la carrière | Total sur la carrière | 73          | 5           | 5                     | 0                     | 78    | 5     |